# 100% (Negazione)
100% è il terzo ed ultimo album del gruppo Hardcore punk torinese Negazione, pubblicato nel 1990 dalla We Bite Records.

## Tracce
1. Back to my Friends – 3:25 (M. Mathieu, R. Farano)
2. Yesterday Pain – 4:31 (G. Sassola, R. Farano)
3. Parole – 2:53 (M. Mathieu, R. Farano)
4. Welcome (to My World) – 5:48 (G. Sassola, R. Farano)
5. Brucia di vita – 3:06 (M. Mathieu, R. Farano)
6. Fall Apart (an' Tear it Down) – 3:31 (M. Mathieu, R. Farano)
7. Get Away – 5:35 (G. Sassola, R. Farano)
8. It's Hard – 3:19 (G. Sassola, R. Farano)
9. I Think I See the Light (cover) [1] – 3:19 (C. Stevens)

## Formazione

### Negazione
- Guido Sassola alias Zazzo - voce
- Roberto Farano alias Tax - chitarra
- Marco Mathieu - basso
- Jeff Pellino (Giovanni Pellino) - batteria

### Produzione
- Theo Van Rock - produzione
- Peer Rave - ingegnere
- Vittorio Catti, Naomi Petersen - fotografie